# کوه نکروز
کوه نه‌که‌روز در ۲۵ کیلومتری غرب سقز واقع شده و ۲۶۲۰ متر ارتفاع دارد. این کوه جزو کوهستان زاگرس است و  رودخانه چم سقز که سرشاخه اصلی زرینه رود است از این کوه سرچشمه می‌گیرد و گیاهان غالب بر دامنه های این کوه اکثراً از خانواده گیاهی چتریان و لگومینوزها می باشند.

## مسیر صعود به قله
مسیر صعود به قله نه‌که‌روز از روستای میرده شروع شده و سپس به روستای قبغلوچه می رسد. همچنین می‌توان از روستا دریاوی نیز به قله نه‌که‌روز رفت. 